# Standarte von Ur

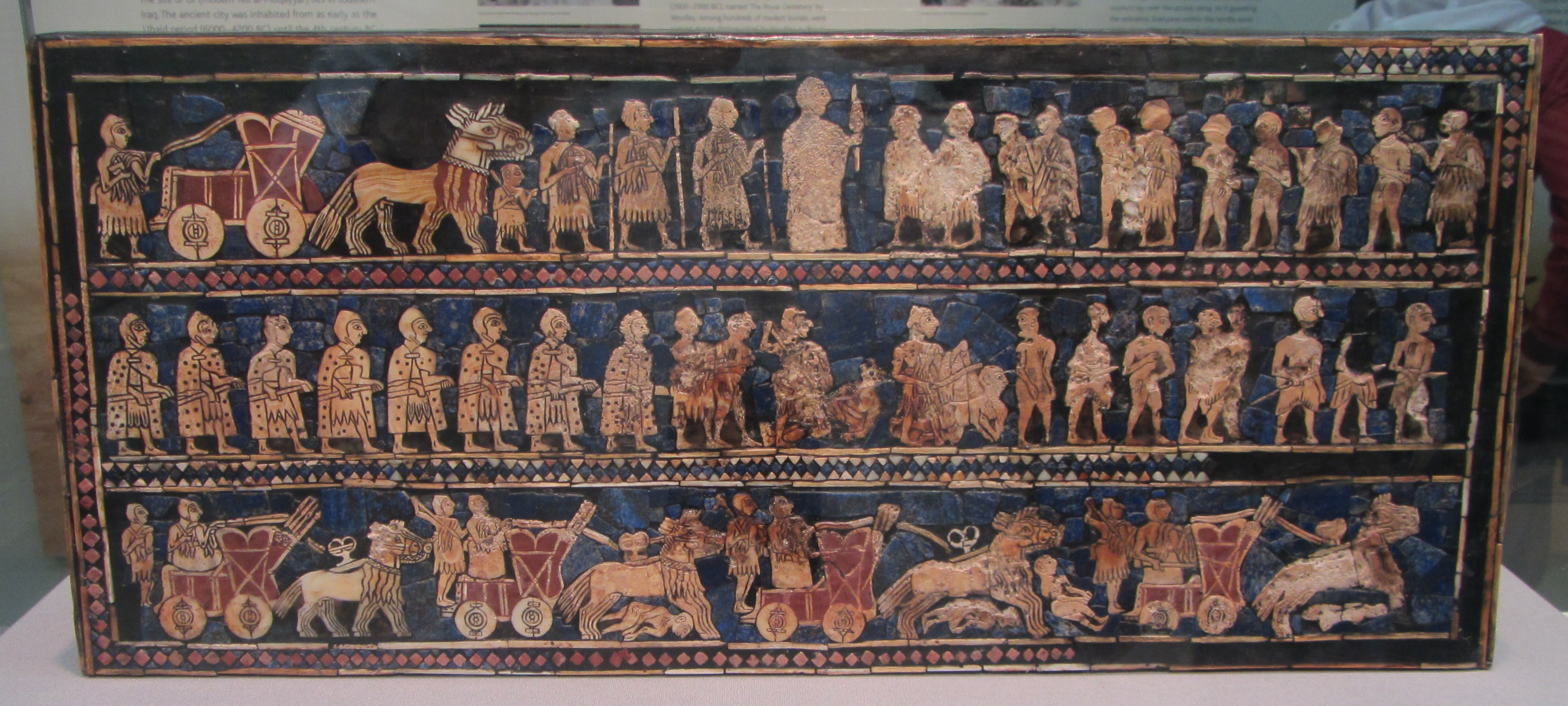
„Kriegsseite“

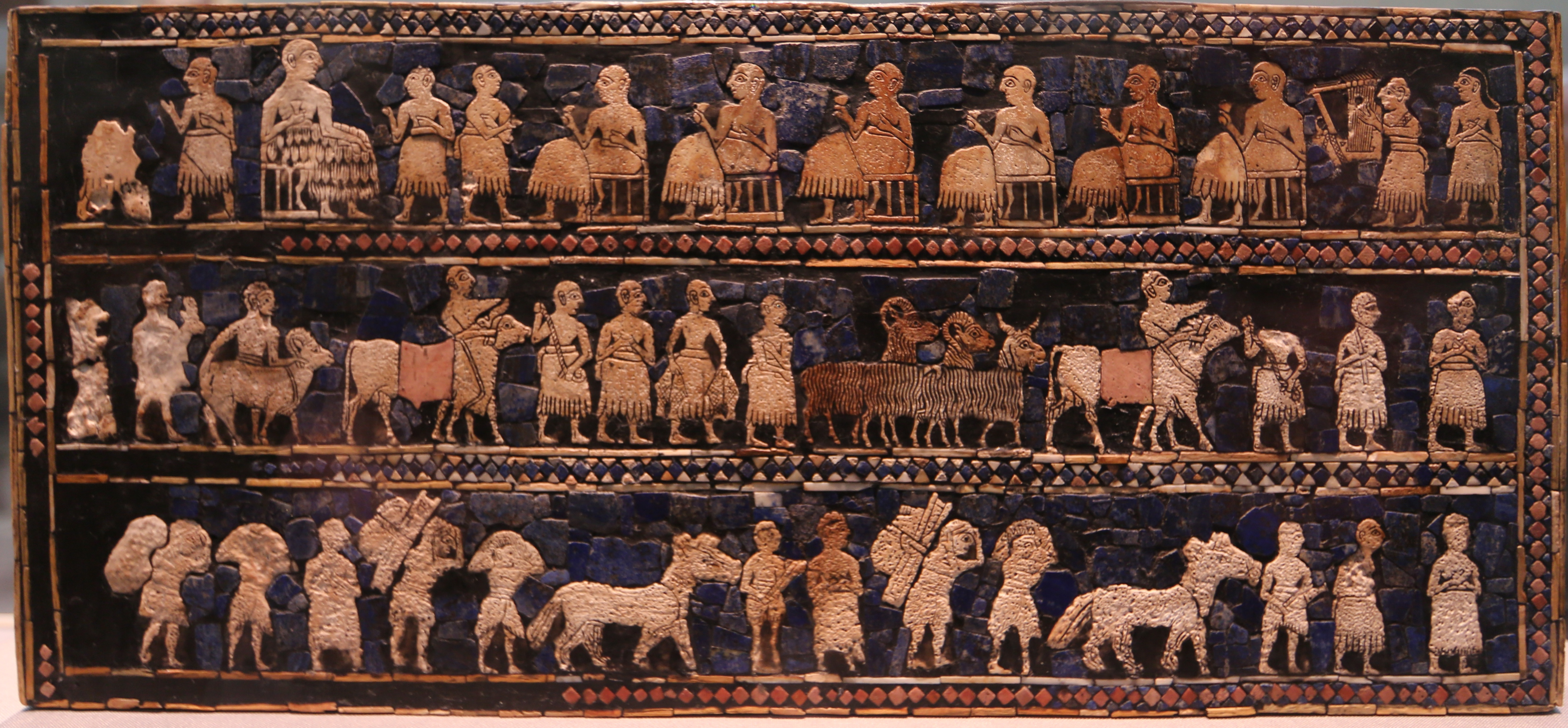
„Friedensseite“

Die Standarte von Ur ist ein Holzkasten aus einem Königsgrab (Nr. 779) auf dem Königsfriedhof von Ur, heute Irak. Datiert wird das Grab in die Frühdynastische Zeit, was in etwa dem Zeitraum von 2850 bis 2350 v. Chr. entspricht.

## Beschreibung
Es handelt sich hierbei um einen Holzkasten, der an den Längs- und Stirnseiten mit drei untereinander angeordneten Friesen verziert ist. Das Bildwerk ist eine Einlegearbeit von Muschel- (teilweise graviert) und Sandstein auf einem Grund von Lapislazuli.
Es zeigt Menschen sowohl im Frieden wie auch im Krieg, unter anderem Abbildungen von Eselgespannen. Auf einer Seite, der „Kriegsseite“, wird ein Kampfgeschehen gezeigt. Man sieht den Einsatz vierrädriger Kriegswagen, ein Handgemenge und wie die Gefangenen vor den übergroß dargestellten König geführt werden. Auf der anderen, der „Friedensseite“, gibt es eine Symposions- oder Festszene, die der Kriegsszene entspricht. Wahrscheinlich wird hier das überregionale Verhältnis der sumerischen Kleinstaaten gezeigt.
Die Funktion des Objektes selbst ist unbekannt. Der Ausgräber beziehungsweise Finder, nach 1920, war Leonard Woolley. Es befindet sich heute im Britischen Museum in London.

## Datierung

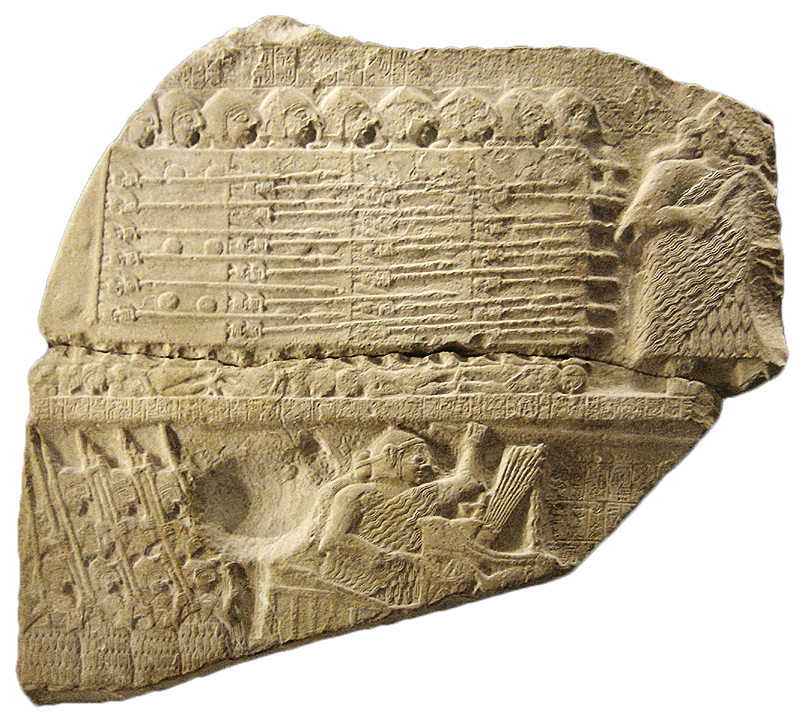
Rückseite des größten Bruchstückes der Geierstele

Von Johannes Boese wurde die Standarte von Ur in seiner Dissertation aus dem Jahr 1970 in dem Stil des Mesilim, einem König der 3. Dynastie von Kish gestellt. Mesilim war in seiner Zeit ein sehr anerkannter Stadtfürst, der den Grenzstreit zwischen Lagaš und Umma für einige Zeit schlichten konnte. Mag sein, dass die Standarte von Ur dieses Ereignis des Krieges und der Einigung darstellt. Der Begriff Mesilim-Stil ist ein altsumerischer Darstellungstil, der unmittelbar vor der Akkad-Zeit angesetzt wird.
Demselben Stil gehört auch die sogenannte Geierstele an, die ebenfalls einen frühen Wagen zeigt, wobei der wesentliche Teil leider abgebrochen ist. Diese wird einem Nachfolger von Mesilim, dem König Eanatum von Lagaš zugeschrieben, der letztendlich Umma besiegte. Die Geierstele dokumentiert seine Siege und berichtet von einem Vertrag der Umma zu Tributen verpflichtete und mit der Vernichtung drohte. Die Standarte könnte also auch dies darstellen. Sein Sohn Entemena vernichtete Umma dann tatsächlich.
Die Regierungszeit von Eanatum wird auf 2470 v. Chr. angesetzt. Die Regierungszeit von Mesilim wird auf 2530 bzw. 2500 v. Chr. datiert, was damit die früheste Datierung der Standarte von Ur wäre.